# 子ども心理学科
子ども心理学科（こどもしんりがっか）は、心理学を基礎とし、主に子供、児童の心理、発達、行動などに関する知識と技術を修得、また研究・開発する学問の分野のことである。

## 概要
- 心理学は人を対象とした広域の学問・研究分野である。その中で子ども心理学（児童心理学）は児童を中心としている。児童は成人と異なり心理が成長段階にあり、複雑多様であるため本学科では子供の成長に着眼した医学、保健学を含めた内容の学習をする。
- 本学科を擁している大学の学科では、認定心理士や学校心理士、臨床発達心理士などの心理学関係や保育士などの教育関係の資格を取得するカリキュラムを組み込んでいるところがある[1] 。

## 子ども心理学科（専攻含）のある学校
- 札幌国際大学 人文学部 心理学科 子ども心理学専攻
- 聖学院大学 人間福祉学部 子ども心理学科
- 東京未来大学 こども心理学部 こども心理学科
- 鎌倉女子大学 児童学部 子ども心理学科
- 梅花女子大学 心理こども学部 こども学科
- 神戸海星女子学院大学 現代人間学部 心理子ども学科
- 松山東雲女子大学 人文科学部 心理子ども学科